# Cleorina strigicollis
Cleorina strigicollis es un coleóptero de la familia Chrysomelidae.
Fue descrita científicamente en 1983 por Medvedev & Eroshkina.